# Tokenizacja
Tokenizacja – forma cyfryzacji biznesu oparta na zdecentralizowanej technologii blockchain. Polega na tworzeniu tokenów bądź kryptowalut i ścisłemu przypisywaniu ich do konkretnego projektu, firmy lub osoby (tokeny personalne). Wraz z rozwojem i adaptacją technologii blockchain, potencjał tokenizacji stał się ogromny dzięki inteligentnym kontraktom i pozwala tokenizować wszelkiego rodzaju aktywa jednocześnie obniżając koszty ich transferu.
Powstające w wyniki procesu tokenizacji tokeny, często mylone są z kryptowalutami. Obydwa aktywa cyfrowe są w istocie nienamacalne, jednak korzystają one z technologii łańcucha bloków w inny sposób. Kryptowaluty posiadają swój własny blockchain, natomiast tokeny korzystają z gotowych rozwiązań i istniejącej już technologii blockchain. Tokeny podzielić możemy na trzy podstawowe grupy: tokeny użytkowe, tokeny bezpieczeństwa (tzw. security tokens) oraz tokeny płatnicze.

## Zastosowanie[4]
- ICO (Initial Coin Offering) – społecznościowa zbiórka kapitału służąca do sfinansowania danego projektu
- marketing tokenowy – wykorzystanie tokenów jako narzędzia marketingowego (punkty lojalnościowe, nagrody w konkursach, programy partnerskie, systemy motywacyjne)
- rozliczenia – płatność za dostęp do określonych zasobów, np. w systemach IT
- odzwierciedlenie stanu posiadania aktywów, np. akcji w spółce[5]
- tokenizacja nieruchomości – inwestowanie w nieruchomości za pomocą tokenów[6]
- tokeny personalne – forma udziału, powiązany z marką osobistą